# Burkina Faso ai Giochi della XXIV Olimpiade
Il Burkina Faso partecipò ai Giochi della XXIV Olimpiade, svoltisi a Seul, Corea del Sud, dal 17 settembre al 2 ottobre 1988, con una delegazione di 6 atleti impegnati in due discipline.